# Trichopilia santoslimae
Trichopilia santoslimae är en orkidéart som beskrevs av Alexander Curt Brade. Trichopilia santoslimae ingår i släktet Trichopilia och familjen orkidéer. Inga underarter finns listade i Catalogue of Life.